# Maximilien de Beauharnais

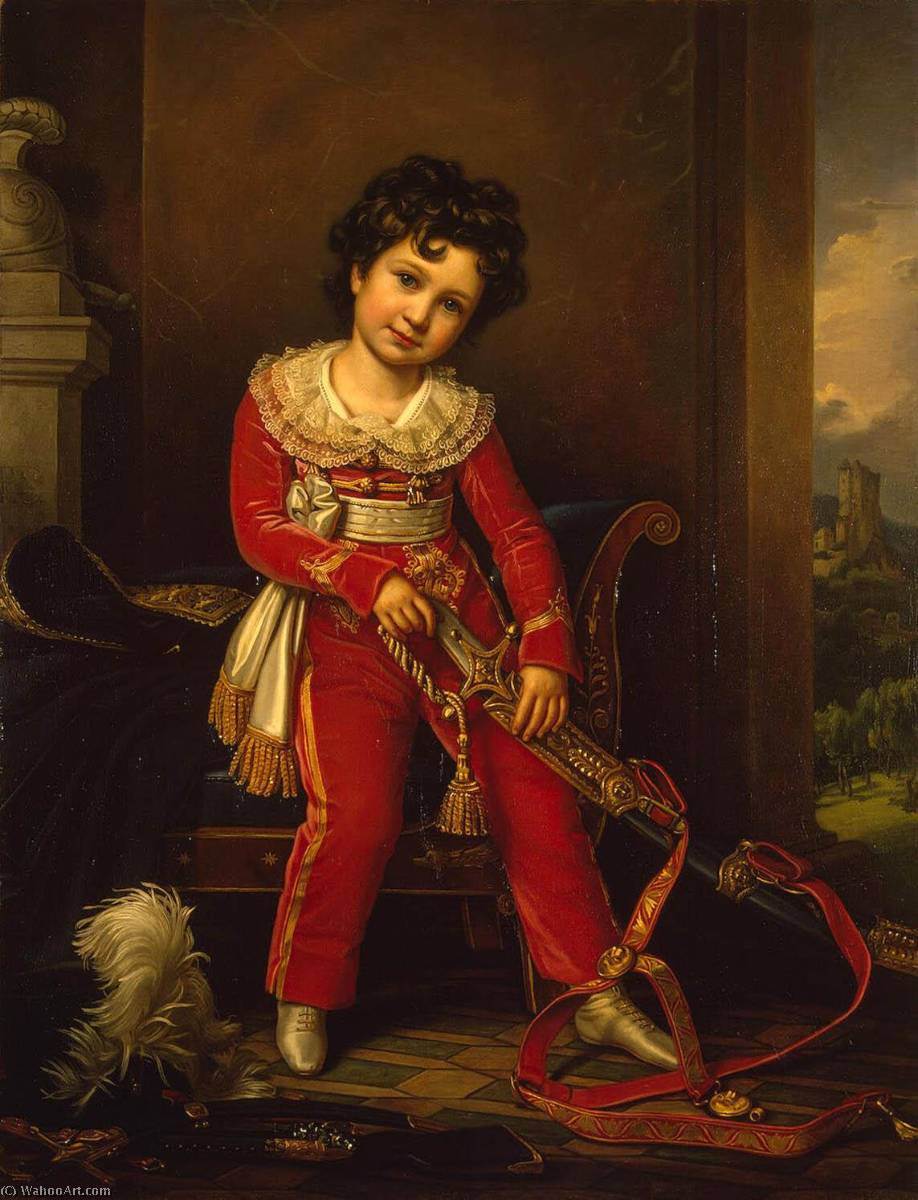
Maximilien de Beauharnais kisgyermekként (J.K. Stieler festménye, 1821).

Maximilien Joseph Eugène Auguste Napoléon de Beauharnais (München, 1817. október 2. – Szentpétervár, 1852. november 1.) bajor herceg, Eugène de Beauharnais fia, Joséphine de Beauharnais unokája, Leuchtenberg III. hercege (Maximilian Herzog von Leuchtenberg), Veneto 3. hercege (Prinz von Venedig), Frankfurt nagyhercege (Großherzog von Frankfurt). 1839-től házassága révén orosz herceg, a cári család tagja, Romanovszkij hercegi név viselője (Максимилиан князь Романовский). Német nevét az oroszos Makszimilian Leuchtenbergszkij (Максимилиан Лейхтенбергский) formában is használták.

## Élete

### Származása, testvérei
Maximilien leuchtenbergi herceg édesanyja a Wittelsbach-házból származó Auguszta Amália bajor királyi hercegnő (1788–1851) volt, IV. Miksa József bajor választófejedelem (1756–1825), 1806-tól I. Miksa néven bajor király és Auguszta Vilma Mária hessen–darmstadti hercegnő (1765–1796) legidősebb leánya.
Édesapja Eugène de Beauharnais (1781–1824) francia herceg volt, Itália francia alkirálya, a jakobinusok által kivégeztetett Alexandre François Marie de Beauharnais vikomt (1760–1794) és Joséphine de Beauharnais (1763–1814) fia, 1806-tól I. Napóleon francia császár fogadott fia, 1817-től Leuchtenberg hercege.
Anyai ágon (hesseni, hanau-ansbachi, baden-durlachi és kleeburgi felmenői révén) Maximilian herceg I. Gusztáv és IX. Károly svéd királyok leszármazottja is volt. Apai ágon (lotaringiai felmenői révén) révén II. Keresztély dán király egyik utódjának is vallhatta magát.
Hét testvérből hatan érték meg a felnőttkort, köztük Maximilian herceg volt a legfiatalabb.
- Joséphine Maximilienne (1807–1876), aki 1823-ban I. Oszkár svéd király felesége lett.
- Eugénie Hortense (1808–1847), aki Konstantin von Hohenzollern-Hechingen herceg (1801–1869) felesége lett.
- Auguste Charles (1810–1835), Leuchtenberg II. hercege, aki II. Mária (da Glória) portugál királynőt (1819–1853) vette feleségül. 1831-ben jelölték Belgium királyi trónjára, de azt végül Szász-Coburg-Gothai Lipót herceg nyerte el.
- Amélie Auguste (1812–1873), aki I. Péter brazil császár második felesége lett.
- Théodelinde Louise (1814–1857), aki Wilhelm von Württemberg grófhoz, a későbbi urachi herceghez ment feleségül.
- Caroline Clotilde (*/† 1816), csecsemőkorban meghalt.
- Maximilien Joseph (1817–1852), Leuchtenberg III. hercege, Marija Nyikolajevna Romanova orosz nagyhercegnő (1819–1876) férje.

Ötödik keresztnevét, a Napóleont Eugène herceg választotta, császári mostohaapja iránti hódolata jeléül.

### Ifjúsága
Apja, Eugène de Beauharnais francia herceg, császári marsall Napóleon bukása után családjával együtt Münchenben élt apósának, I. Miksa bajor királynak udvarában. A bécsi kongresszus döntése értelmében 1815-ben elveszítette a Napóleontól kapott összes címeit és birtokait, helyette 1817-ben apósától, I. Miksa bajor királytól megkapta Leuchtenberg örökletes hercegének címét és Eichstätt fejedelmi birtokát. Eugène de Beauharnais, Leuchtenberg I. hercege 1824-ben elhunyt, a hercegi címet legidősebb fia, August Charles (Karl) örökölte. Ő 1835-ben gyermektelenül halt meg, így a legfiatalabb fivér, Maximilien (németesen Maximilian) lett Leuchtenberg III. hercege.
Tanulmányai végeztével Maximilian herceg belépett a bajor hadseregbe. Hadnagyi rangban kezdte, de hamarosan egy lovasezred parancsnoka lett ugyanúgy, ahogy korábban apja és bátyja is kezdte. 1837-ben I. Lajos bajor király Oroszországba küldte, hogy lovassági fegyvernem tudományában jártasságot szerezzen.

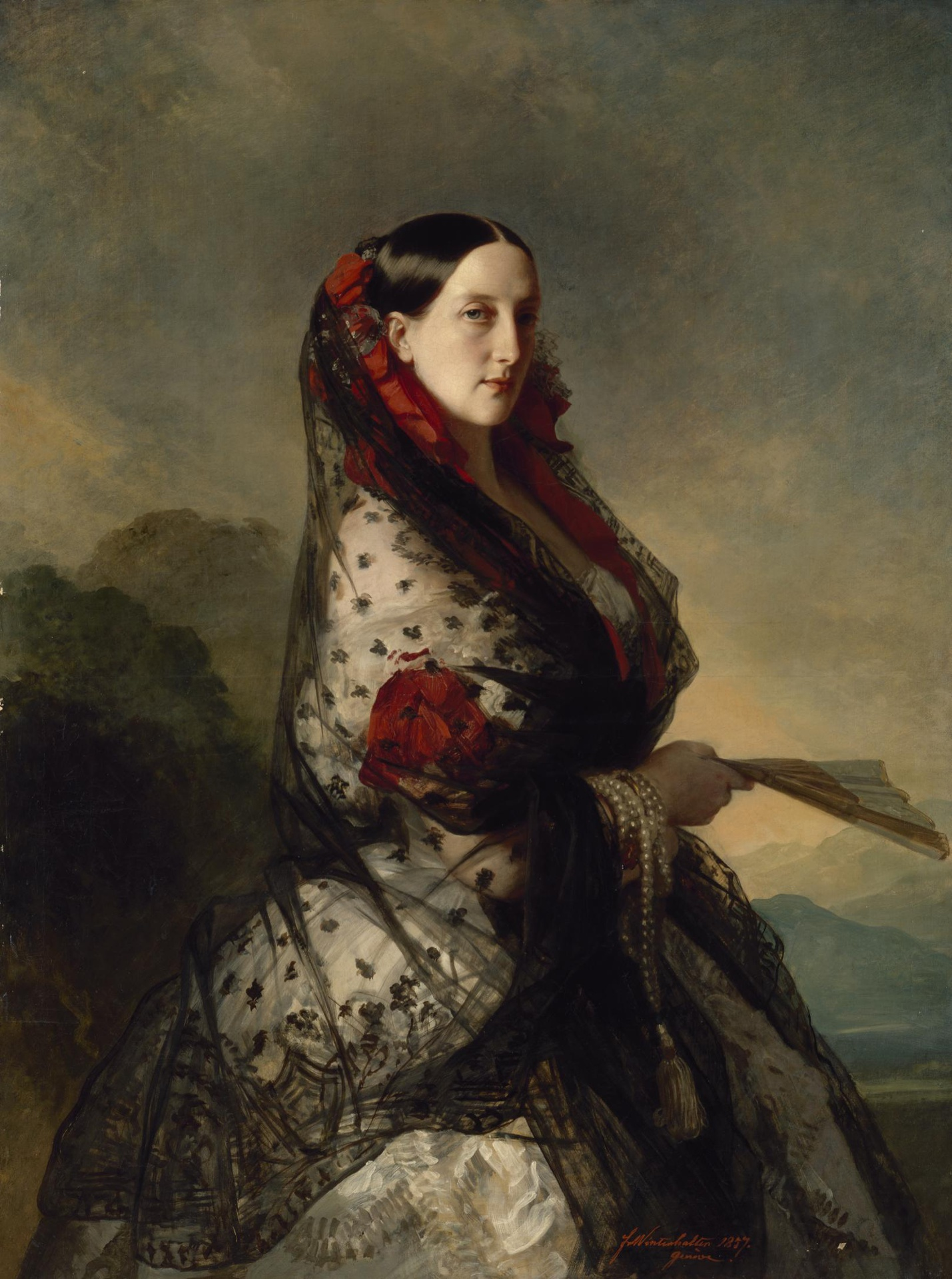
Marija Nyikolajevna Romanova orosz nagyhercegnő

### Házassága, gyermekei
Szentpétervárott a cári család nagy szeretettel fogadta. Megismerkedett Marija Nyikolajevna Romanova orosz nagyhercegnővel (1819–1876), I. Miklós orosz cár és Alekszandra Fjodorovna cárné leányával. Egy évvel később ismét Oroszországba utazott, hogy Marija nagyhercegnővel találkozhasson. Egymásba szerettek, Maximilien megkérte a nagyhercegnő kezét.
A Beauharnais-ház a „bitorló” Napóleon császárnak köszönhette felemelkedését, ráadásul Maximilien de Beauharnais katolikus családból származott, személye nem számított „jó partinak” egy cárleány számára. Saját családja sem örült az orosz házasságnak. I. Miklós cár azonban leánya kedvéért beleegyezett a frigybe, de csak azzal a feltétellel, hogy Marija nem hagyhatja el Oroszországot, férjének kell Szentpétervárra költöznie.
Maximilien elfogadta a feltételeket. Az esküvőt 1839. július 2-án tartották a szentpétervári Téli Palota kápolnájában. Maximilien de Beauharnais, Leuchtenberg hercege az orosz cári család tagja lett. Apósa, I. Miklós orosz cár 1839. július 14-én őt és utódait felruházta az örökletes Romanovszkij hercegi címmel. Felesége Romanovszkij hercegné lett. Mindkettőjüket a „cári fenség” megszólítás illette meg. A cár 1839–1844 között Andrej Stackenschneider műépítésszel (1802–1865) Szentpétervárott felépíttette számukra a Marija-palotát (Mariinszkij Dvorec), az utolsó neoklasszikus stílusú orosz cári lakhelyet.
A házasságból 7 gyermek született, Romanovszkij hercegek és Romanovszkaja hercegnők:
- Alekszandra Makszimilianovna (1840−1843), kisgyermekként meghalt.
- Marija Makszimilianovna (1841−1914), aki Ludwig Wilhelm August von Baden herceghez (1829−1897) ment feleségül.
- Nyikolaj Maximilianovics (1843−1891), Leuchtenberg IV. hercege, aki 1878-ban Nagyezsda Szergejevna Annenkovát(wd) (1840–1891), Vlagyimir Nyikolajevics Akinfovnak(wd) (1841–1914), Szibéria cári kormányzójának, Alekszandr Mihajlovics Gorcsakov herceg államkancellár unokaöccsének elvált feleségét vette feleségül, morganatikus házasságban, emiatt el kellett hagyniuk Oroszországot, a házasságot már Genfben kötötték meg.
- Jevgenyija (Eugenia) Makszimilianovna (1845−1925), aki a Holstein-Gottorp-ház ból származó Alexander Friedrich Konstantin von Oldenburg herceghez (1844−1932) ment feleségül.
- Jevgenyij (Eugen) Makszimilianovics (1847−1901), Leuchtenberg V. hercege, Romanovszkij hercege, aki 1869-ben Daria Oposinnyinát (1845–1870) vette feleségül, majd megözvegyülvén, 1878-ban Zinajda Szkobelevát (1856-1899), Szkobelev tábornok (1843–1882) leányát.
- Szergej Makszimilianovics (1849−1877), aki az orosz-török háborúban esett el.
- Georgij Makszimilianovics (1852−1912), Leuchtenberg VI. hercege, aki 1879-ben Therese von Oldenburg (Tyerezja Oldenburgszkaja) hercegnőt (1852−1883) vette feleségül. Megözvegyülve 1889-ben feleségül vette Anasztázia montenegrói királyi hercegnőt (1868-1935), I. Miklós montenegrói király leányát, akitől 1906-ban elvált.

### Mérnök, tudós, művész, katona
Maximilian Romanovszkij herceg a cári haderőben vezérőrnagyi rangot kapott, és megbízták egy huszárezred parancsnokságával. Később könnyűlovas gárdahadosztályokat irányított. A bányamérnökök testületének főfelügyelője lett. 1845-ben Bajorországból megkapta apja hagyatékának ráeső részét, és birtokot vásárolt a tambovi kormányzóságban.
Élénk érdeklődést tanúsított a műszaki tudományok iránt, kóülönösen érdekelték az elektromosság kémiai hatásai, a galvántechnika gyakorlati alkalmazásai. A Téli Palotában kis laboratóriumot rendezett be, ahol a galvanoplasztika technológiáját kutatta, ebben a Gárda Nagyvezérkara is támogatta. Eredményei jelentősen hozzájárultak az ipari galvántechnika fejlődéséhez. A szentpétervári Izsák székesegyház hatalmas méretű aranyozott bronz angyalszobrai – a világon elsőként – galvanoplasztikai eljárással készültek, ami csekély falvastagságot és kis súlyt eredményezett. Ugyanezzel a technikával készítették az Orosz Nagyvezérkar Néva-sugárúti (Nyevszkij proszpekt) épületének bronz főkapuját is.
Maximilian herceg gyermekkora óta tehetségesen rajzolt és festett. Műveivel nevet szerzett magának, munkáit a müncheni galériák kiállították. Oroszországban jelentős képgyűjteményt vásárolt. 1842. szeptember 6-án az Orosz Képzőművészeti Akadémia levelező tagja lett, 1843-ban az Akadémia elnökévé választották. Támogatta az orosz festőket és képzőművészeket. Hercegi palotáiban, így a szentpétervári Mariinszkij Palotában, a peterhofi Leuchtenberg-palotában számos kiállítást rendezett. Oranienbaum (ma: Lomonoszov város) közelében fekvő birtokán alkothattak a tehetséges fiatal művészek. 1851-ben az Akadémia termeiben megrendezte Oroszország első kortárs szobrászati kiállítását. Kezdeményezésére jött létre a Képzőművészeti Akadémia mozaik-szakosztálya, és a Moszkvai Festőiskola.
Ásványtani tudását 1844-ben kamatoztathatta, amikor I. Miklós cár megalapította a bányamérnöki testület tudományos intézetét. Az ércbányászat és fémkohászat eredményire támaszkodva Maximilian herceg Pétervár közelében gépgyártó üzemet épített, ahol színesfém csapágyakat kezdtek gyártani. Később itt készültek az első orosz gőzmozdonyok, amelyek hosszú ideig szolgáltak a Szentpétervár és Carszkoje Szelo (ma: Puskin város) között épült vasútvonalon. 1847-ben a Bajor Tudományos Akadémia is tiszteletbeli tagjává választotta.

### Halála
1852. november 1-jén, utolsó gyermeke születésének évében Maximilien de Beauharnais, Leuchtenberg III. hercege meghalt. A Máltai lovagrend szentpétervári rendtartományának római katolikus templomában, annak Jeruzsálemi Szent János kápolnájában temették el. Szívurnáját édesanyja családjának, a Wittelsbachoknak temetkezőhelyén, a müncheni Szent Mihály templomban helyezték el.
Özvegye, Marija Nyikolajevna nagyhercegnő két évvel később apai beleegyezés nélkül, titokban férjhez ment Grigorij Alekszandrovics Sztroganov grófhoz (1824–1879). A rangon aluli kapcsolatot csak I. Miklós cár halála után, 1856-ban hozták nyilvánosságra.
Fővárosi palotájuk, a Mariinszkij Dvorec ma a szentpétervári Városháza.

### Egy alma, aki messze esett a fájától
Maximilien de Beauharnais egyik unokája, Peter von Oldenburg (oroszosan Pjotr Alekszandrovics) herceg (1868–1924), aki legkisebb leányának, Jevgenyija Maximilianovna hercegnőnek Alexander von Oldenburg herceggel kötött házasságából született, 1901-ben feleségül vette Olga Alexandrovna Romanova nagyhercegnőt (1882−1960), III. Sándor orosz cár legifjabb leányát. Ezt a házasságot 1916-ban – Peter herceg homoszexuális hajlama miatt – cári dekrétummal érvénytelenítették.